# Mollisol

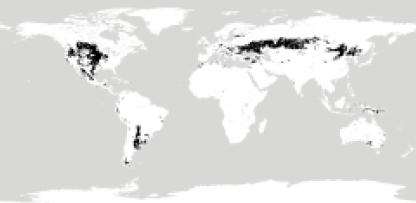
I Mollisol nel mondo.

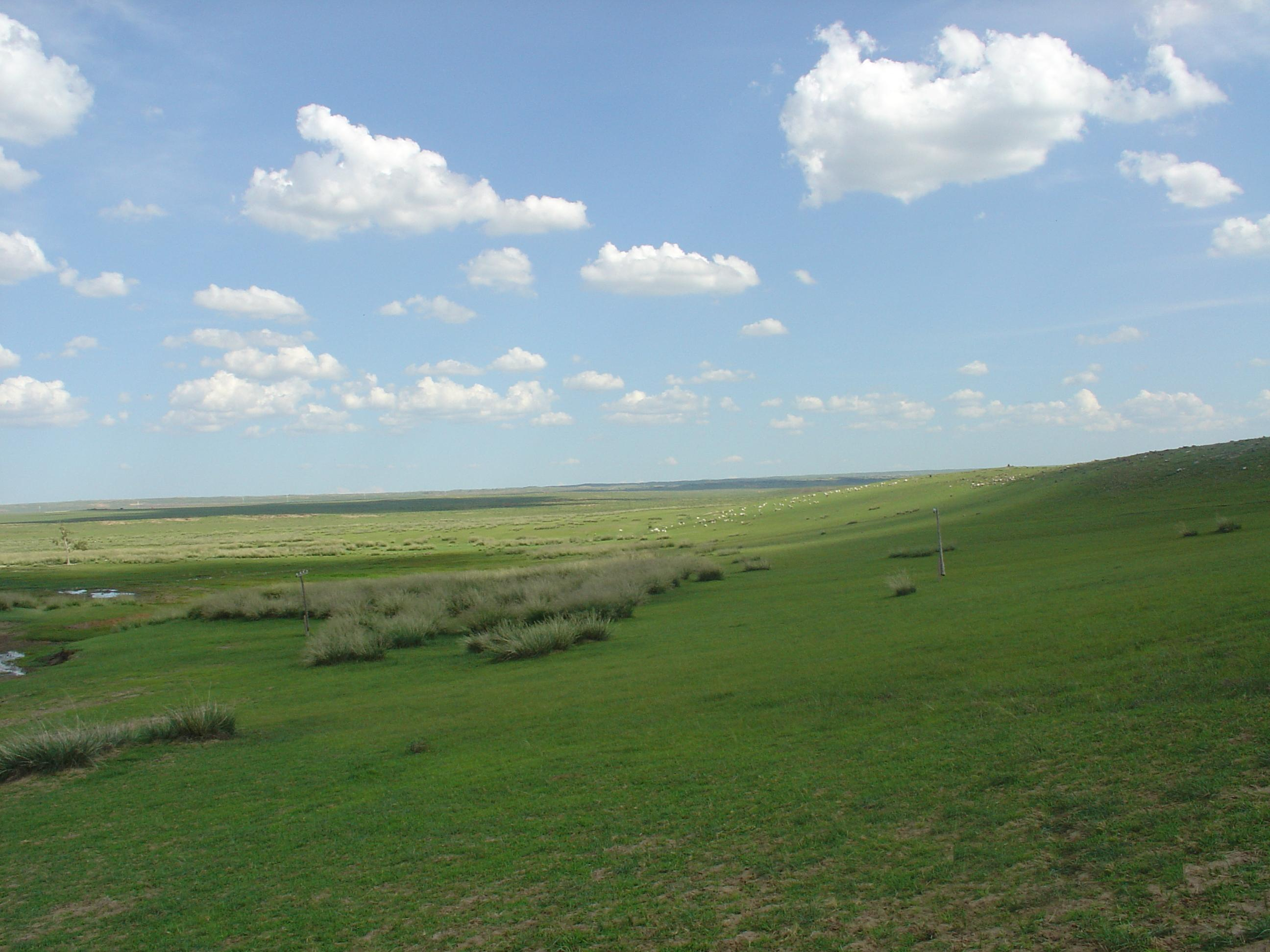
I mollisuoli sono generalmente associati all'ambiente di steppa.

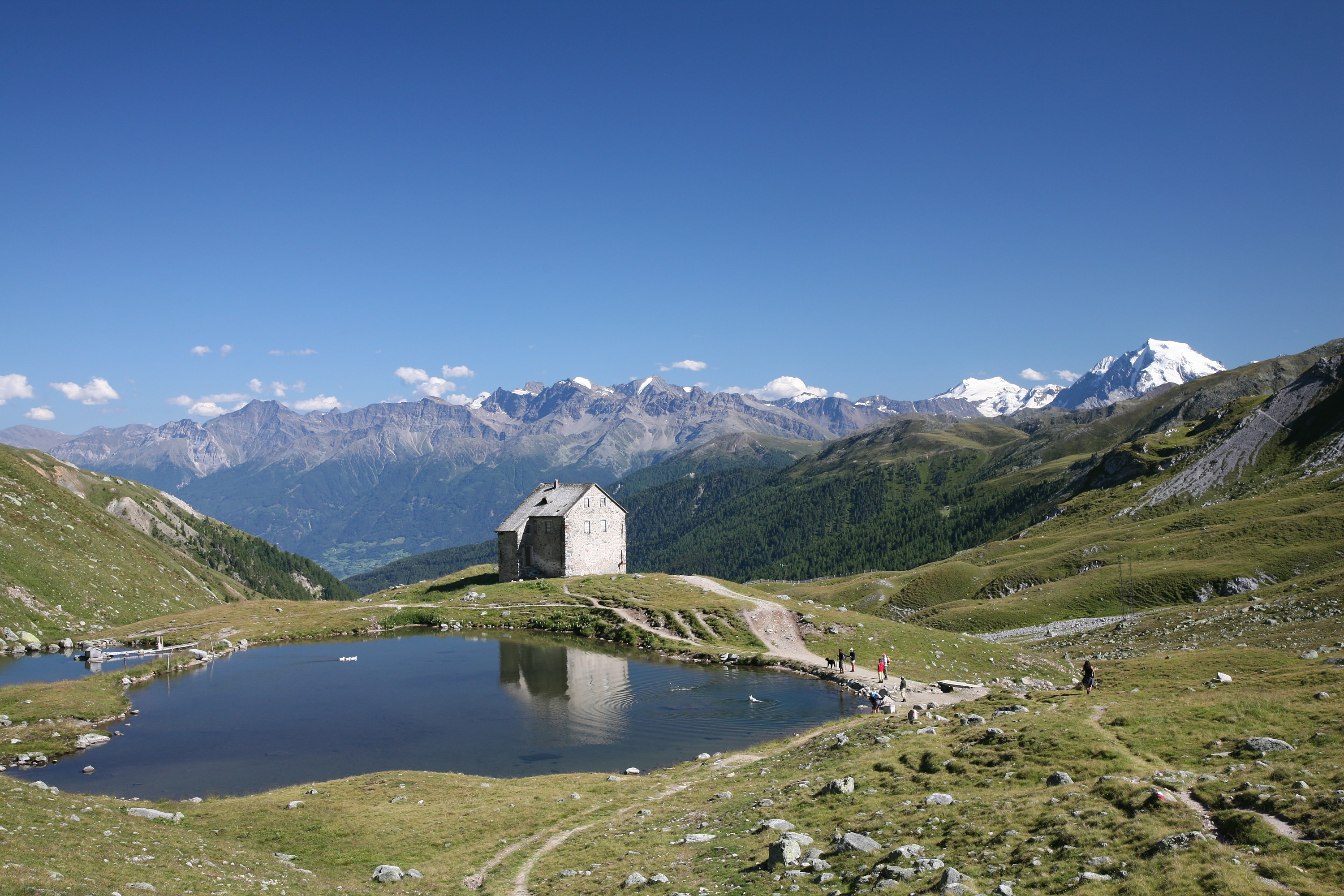
Alcuni Mollisol si ritrovano nella zona delle praterie di alta montagna.

L'ordine dei Mollisol è uno dei 12 ordini della tassonomia del suolo secondo USDA. Il suffisso utilizzato per quest'ordine è oll.

## Caratteristiche
Nei mollisuoli si rileva sempre un epipedon mollico, anche se quest'ultimo non è prerogativa esclusiva dei Mollisol; fra gli orizzonti diagnostici di profondità, sono frequenti gli orizzonti argillico, natrico e calcico, mentre l'orizzonte albico, l'orizzonte petrocalcico e i duripan sono presenti solo sporadicamente.
I mollisol sono caratteristici delle regioni di prateria, nelle medie latitudini, anche se se ne rilevano anche ad alte latitudini o quote; i climi sono pertanto tra subumidi e subaridi. Per tale ragione, i Mollisol confinano generalmente con gli Alfisol (generalmente estendentisi nelle zone a foresta temperata), gli Spodosol (i Podzol delle altre classificazioni, i suoli di taiga) o gli Aridisol (i suoli degli ambienti subaridi, dove la steppa si stempera nel semideserto).
I suoli appartenenti a quest'ordine sono storicamente conosciuti con il nome di chernozem (le "terre nere") e brunizem, e sono i suoli più fertili della Terra a causa dell'abbondanza di sostanza organica umificata e della struttura favorevole e molto stabile; sono pertanto utilizzati per la coltura estensiva dei cereali, tranne in quelle zone dove le precipitazioni sono a tal punto scarse o irregolari da rendere antieconomico il loro sfruttamento.

## Sottordini
L'ordine dei Mollisol si suddivide in sette sottordini:
- Alboll: hanno un orizzonte albico;
- Aquoll: Mollisol con presenza di condizioni aquiche;
- Rendoll: Mollisol a sviluppo pedogenetico relativamente scarso;
- Cryoll: Mollisol in zone a clima freddo;
- Xeroll: Mollisol dei climi secchi, regime di umidità xerico o aridico;
- Ustoll: Mollisol con regime di umidità ustico;
- Udoll: Mollisol con regime di umidità udico.

### Alboll

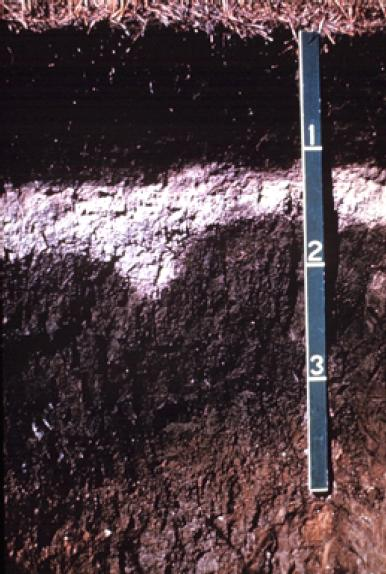
Argialboll, Nord Dakota.

Sono i mollisuoli che presentano un orizzonte diagnostico albico, spesso sovrastante un orizzonte argillico o natrico, con presenza di falda acquifera oscillante che porta il profilo a condizioni di saturazione per almeno brevi periodi durante l'anno; si trovano nelle zone che confinano con i suoli degli ordini degli Alfisol e degli Spodosol.
Vengono distinti due grandi gruppi:
- Argialboll: gli Alboll con un orizzonte argillico sottostante all'orizzonte albico; si sviluppano preferenzialmente in zone non troppo fredde, con marcata siccità estiva e marcato massimo precipitativo invernale.
- Natralboll: gli Alboll con un orizzonte natrico, risultato dell'accumulo di sodio per risalita capillare.

### Aquoll
Sono i Mollisol idromorfi, dove si osservano le cosiddette condizioni aquiche; sono caratterizzati da bassi valori di chroma e screziature derivanti da ossidoriduzione.

### Rendoll
Questo sottordine comprende dei suoli generalmente poco profondi, formati su substrato calcareo e perciò molto ricchi in carbonato di calcio (CaCO3), che non presentano epipedon argillico o calcico; giacciono spesso direttamente sulla roccia madre, che è generalmente costituita da calcare tenero o detriti colluviali calcarei. Il sottordine dei Rendoll, come indicato già dal prefisso, comprende i suoli un tempo chiamati rendzina.
Il sottordine si divide in due grandi gruppi:
- Cryrendoll: i Rendoll dei climi freddi, a regime di temperatura cryico; supportano vegetazione erbacea o di rade conifere.
- Haprendoll: gli ortotipi, sviluppatisi in climi temperati caratterizzati da regime di umidità udico e regime di temperatura più caldo di cryico.

### Cryoll
Sono i Mollisol dei climi piuttosto freddi, con temperatura media annua del terreno minore di 8 °C; in questo sottordine sono compresi i classici černozem neri delle steppe, oltre ai suoli più chiari, sul marrone (i kastanozem), che si incontrano procedendo dalle zone steppiche verso le zone più aride.
Il sottordine dei Cryoll si divide in sei grandi gruppi:
- Duricryoll: i Cryoll con un orizzonte a duripan, cementato da silice illuviale, entro 1 metro di profondità dalla superficie del suolo minerale.
- Natricryoll: i Cryoll nei quali si osserva abbondanza di sodio in un orizzonte diagnostico natrico
- Palecryoll: i Cryoll molto evoluti, caratterizzati dalla presenza di un orizzonte diagnostico argillico a più di 60 cm di profondità.
- Argicryoll: i Cryoll con un orizzonte argillico situato abbastanza vicino alla superficie; la sua parte superiore si estende spesso nell'orizzonte superficiale mollico. Si osserva spesso un orizzonte con accumulo di carbonato di calcio illuviale al di sotto dell'orizzonte argillico.
- Calcicryoll: i Cryoll dotati di un orizzonte diagnostico calcico o petrocalcico entro un metro dalla superficie del suolo minerale.
- Haplocryoll: gli ortotipi, privi delle caratteristiche distintive che distinguono gli altri grandi gruppi.

### Xeroll
Gli Xeroll sono i Mollisol delle regioni a clima mediterraneo, caratterizzati dal regime di umidità xerico; le stagioni estive secche provocano disseccamenti del profilo, mentre negli inverni umidi si ha circolazione di acqua nel profilo. Presentano generalmente uno spesso epipedon mollico sovrastante un orizzonte diagnostico argillico o cambico, al di sotto dei quali si osserva un orizzonte di accumulo di carbonato di calcio illuviale. Sono suoli discretamente estesi; si rinvengono in alcune zone del Nordafrica e del Medio Oriente, della Russia europea meridionale e della costiera pacifica statunitense.

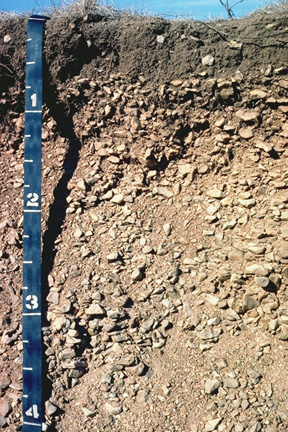
Paleudoll del Kansas.

L'edizione del 1999 individua sei grandi gruppi:
- Durixeroll: gli Xeroll con un orizzonte diagnostico a duripan, cementato da silice illuviale.
- Natrixeroll: gli Xeroll con un orizzonte diagnostico natrico.
- Palexeroll: gli Xeroll derivanti da processi pedogenetici lunghi, tipici di strutture geomorfologicamente stabili. Presentano orizzonti argillici con lenta diminuzione del contenuto di argilla oppure orizzonti petrocalcici induriti.
- Calcixeroll: gli Xeroll con un orizzonte diagnostico calcico o gypsico e presenza di carbonati in tutti gli orizzonti soprastanti.
- Argixeroll: gli Xeroll in cui si osserva un orizzonte diagnostico argillico; a differenza dei Palexeroll, tuttavia, il contenuto di argilla diminuisce abbastanza velocemente con la profondità.
- Haploxeroll: gli ortotipi, caratterizzati da scarso sviluppo pedogenetico in profondità, evidenziati dalla mancanza di orizzonti diagnostici sottostanti all'epipedon mollico o, in alternativa, alla presenza di un orizzonte diagnostico cambico.

### Ustoll
Comprendono i Mollisol delle zone a precipitazioni prevalenti estive e clima non eccessivamente freddo: questo sottordine include alcuni suoli classificati precedentemente come černozem e kastanozem, oltre ad alcuni altri tipi di suoli diffusi nelle zone temperato-calde e piuttosto aride, conosciuti come suoli rosso-bruni di steppa.

### Udoll
Sono i Mollisol dei climi relativamente umidi (precipitazioni superiori ai 500 mm/anno), in cui perciò si ha sufficiente umidità per produrre lisciviazione dei carbonati, che vengono rimossi dal profilo. Sono compresi in questo sottordine (grandi gruppi degli hapludoll e degli argiudoll) i suoli chiamati classicamente brunizem, che costituiscono un "passaggio" dai suoli quasi neri della prateria ai suoli bruni forestali.